# Perduhapen
Perduhapen is een bestuurslaag in het regentschap Pakpak Bharat van de provincie Noord-Sumatra, Indonesië. Perduhapen telt 235 inwoners (volkstelling 2010).